# 종신보험
종신보험은 피보험자가 살아있는 동안 적용되는 생명보험 정책이다. 생명 보험 정책으로서 피보험자가 사망 시 보험사가 혜택을 제공하는 피보험자와 보험사 간 관계를 나타낸다. 보험을 체결할 때 보험 기간을 확정하지 않는다.

## 같이 보기
- 생명보험